# Johan 3. af Sachsen-Weimar
Johan 3. af Sachsen-Weimar (født 22. maj 1570 i Weimar, død 31. oktober 1605 i Weimar) var hertug af Sachsen-Weimar fra 1602 til 1605.

## Eksterne links
- Wikimedia Commons har flere filer relateret til Johan 3. af Sachsen-Weimar